# Кізлев
Кізлев, Кізлевий — острів на Дніпрі, що розташований нижче Тягинської забори.
Острів завдовжки до 2 км, завширшки 500 метри.
Біля нього розташований інший великий острів Ткачів.
Дмитро Яворницький характеризує острів як «великий й дуже гарний».
На Кізлевому острові росли верби, осокори та кущиками дубняк, а ще недавно були великі та буйні дуби.
Нижче Кізлевого та Ткачевого островів ідуть малі Дмитрові острови.
На Кізлевому острові була виявлена стоянка кукрецької (варіанту тарденуазької) культури пізньої середньокам'яної доби.